# Olympische Winterspiele 1956/Skilanglauf – 4 × 10 km (Männer)
Die 4 × 10-km-Skilanglaufstaffel der Männer bei den Olympischen Winterspielen 1956 fand am 4. Februar 1956 im Stadio della neve statt.

## Ergebnisse
| Platz | #  | Land / Sportler                                                                                | Zeit                                              |
| ----- | -- | ---------------------------------------------------------------------------------------------- | ------------------------------------------------- |
| 1     | 06 | Sowjetunion 0000Fjodor Terentjew 0000Pawel Koltschin 0000Nikolai Anikin 0000Wladimir Kusin     | 2:15:30 h 33:25 min 33:05 min 34:23 min 34:37 min |
| 2     | 02 | Finnland 0000August Kiuru 0000Jorma Kortelainen 0000Arvo Viitanen 0000Veikko Hakulinen         | 2:16:31 h 34:56 min 34:20 min 33:34 min 33:41 min |
| 3     | 14 | Schweden 0000Lennart Larsson 0000Gunnar Samuelsson 0000Per-Erik Larsson 0000Sixten Jernberg    | 2:17:42 h 35:46 min 34:22 min 33:50 min 33:44 min |
| 4     | 04 | Norwegen 0000Håkon Brusveen 0000Per Olsen 0000Martin Stokken 0000Hallgeir Brenden              | 2:21:16 h 35:13 min 36:41 min 34:47 min 34:35 min |
| 5     | 01 | Italien 0000Pompeo Fattor 0000Ottavio Compagnoni 0000Innocenzo Chatrian 0000Federico Deflorian | 2:23:28 h 35:43 min 34:55 min 35:59 min 36:51 min |
| 6     | 09 | Frankreich 0000Victor Arbez 0000René Mandrillon 0000Benoît Carrara 0000Jean Mermet             | 2:24:06 h 36:51 min 36:14 min 35:18 min 35:43 min |
| 7     | 08 | Schweiz 0000Werner Zwingli 0000Viktor Kronig 0000Fritz Kocher 0000Marcel Huguenin              | 2:24:30 h 36:24 min 36:50 min 35:17 min 35:59 min |
| 8     | 03 | Tschechoslowakei 0000Emil Okuliár 0000Vlastimil Melich 0000Josef Prokeš 0000Ilja Matouš        | 2:24:54 h 37:02 min 36:11 min 36:13 min 35:28 min |
| 9     | 12 | Polen 0000Józef Rubiś 0000Józef Gąsienica Sobczak 0000Tadeusz Kwapień 0000Andrzej Mateja       | 2:25:55 h 37:03 min 36:40 min 35:49 min 36:23 min |
| 10    | 11 | Deutschland 0000Cuno Werner 0000Siegfried Weiß 0000Rudolf Kopp 0000Hermann Möchel              | 2:26:37 h 36:19 min 37:21 min 36:35 min 36:22 min |
| 11    | 13 | Österreich 0000Hermann Mayr 0000Josef Schneeberger 0000Karl Rafreider 0000Oskar Schulz         | 2:30,50 h 35:26 min 38:37 min 39:09 min 37:38 min |
| 12    | 10 | USA 0000Theodore Farwell 0000Mack Miller 0000Larry Damon 0000Marvin Crawford                   | 2:32:04 h 37:42 min 37:22 min 37:27 min 39:33 min |
| 13    | 05 | Jugoslawien 0000Zdravko Hlebanja 0000Cveto Pavčič 0000Matevž Kordež 0000Janez Pavčič           | 2:33:45 h 38:10 min 39:03 min 38:27 min 38:05 min |
| 14    | 07 | Großbritannien 0000Andrew Morgan 0000James Spencer 0000Aubrey Fielder 0000Maurice Gover        | 2:38:44 h 38:44 min 40:40 min 39:25 min 39:55 min |